# ابوبکر دیارا
ابوبکر دیارا (انگلیسی: Aboubacar Diarra؛ زادهٔ ۲۲ مهٔ ۱۹۹۳) بازیکن فوتبال است.
از باشگاه‌هایی که در آن بازی کرده است می‌توان به باشگاه فوتبال الشرطه (سوریه) اشاره کرد.
وی همچنین در تیم ملی فوتبال مالی بازی کرده است.